# Fortnight
"Fortnight" é uma canção da artista musical estadunidense Taylor Swift, gravada para seu décimo primeiro álbum de estúdio, The Tortured Poets Department (2024). Conta com a participação do rapper compatriota Post Malone. A canção foi escrita por Swift, Malone e Jack Antonoff. Foi lançada através da Republic Records em 19 de abril de 2024, servindo como o primeiro single do álbum.

## Antecedentes
A amizade entre Swift e Malone começou em 2018, quando eles se conheceram nos bastidores do Billboard Music Awards de 2018 e compartilharam sua admiração um pelo outro, com Swift elogiando a música "Better Now" (2018) de Malone em particular. Em 27 de outubro de 2023, Malone revelou que eles já haviam saído juntos e a elogiou como pessoa, bem como por suas habilidades de composição. Antes de seu lançamento, a colaboração deles foi amplamente vista como um ajuste natural, com Malone "girando para uma carreira na música country" na época e Swift tendo raízes no gênero.
Swift compareceu à cerimônia do Grammy e venceu o prêmio de Melhor Álbum Vocal de Pop e Álbum do Ano por Midnights. Em seu discurso de aceitação do primeiro, ela revelou um novo álbum de estúdio, intitulado The Tortured Poets Department, e anunciou que seria lançado em 19 de abril de 2024, afirmando que ela vinha mantendo-o em segredo há dois anos.[5] A arte da capa foi posteriormente publicada em sua conta nas redes sociais, junto com a fotografia de uma nota manuscrita. Em 5 de fevereiro, a lista de faixas foi oficialmente divulgada através das redes sociais de Swift, revelando colaborações com Malone e a banda de indie rock britânica Florence + The Machine.
No dia seguinte, ele acessou seu Instagram para compartilhar seu entusiasmo com o lançamento e a colaboração. Durante uma entrevista com Zane Lowe para a Apple Music 1, o cantor elogiou Swift e a descreveu como "incrível" e "talentosa". Segundo ele, Swift iniciou a colaboração simplesmente “batendo nele”. Ele então “rolou no estúdio” e saiu com ela, tendo um “bom dia” juntos. Ainda na entrevista, Malone revelou que ainda não tinha ouvido a música completa.

## Composição
"Fortnight" é uma faixa electropop downtempo influenciada pelos anos 1980. A letra é sobre o relato de uma mulher sobre como ela se torna vizinha de um ex-amante, que agora está casado com outra mulher ("Your wife waters the flowers/ I want to kill her").

## Lançamento e divulgação

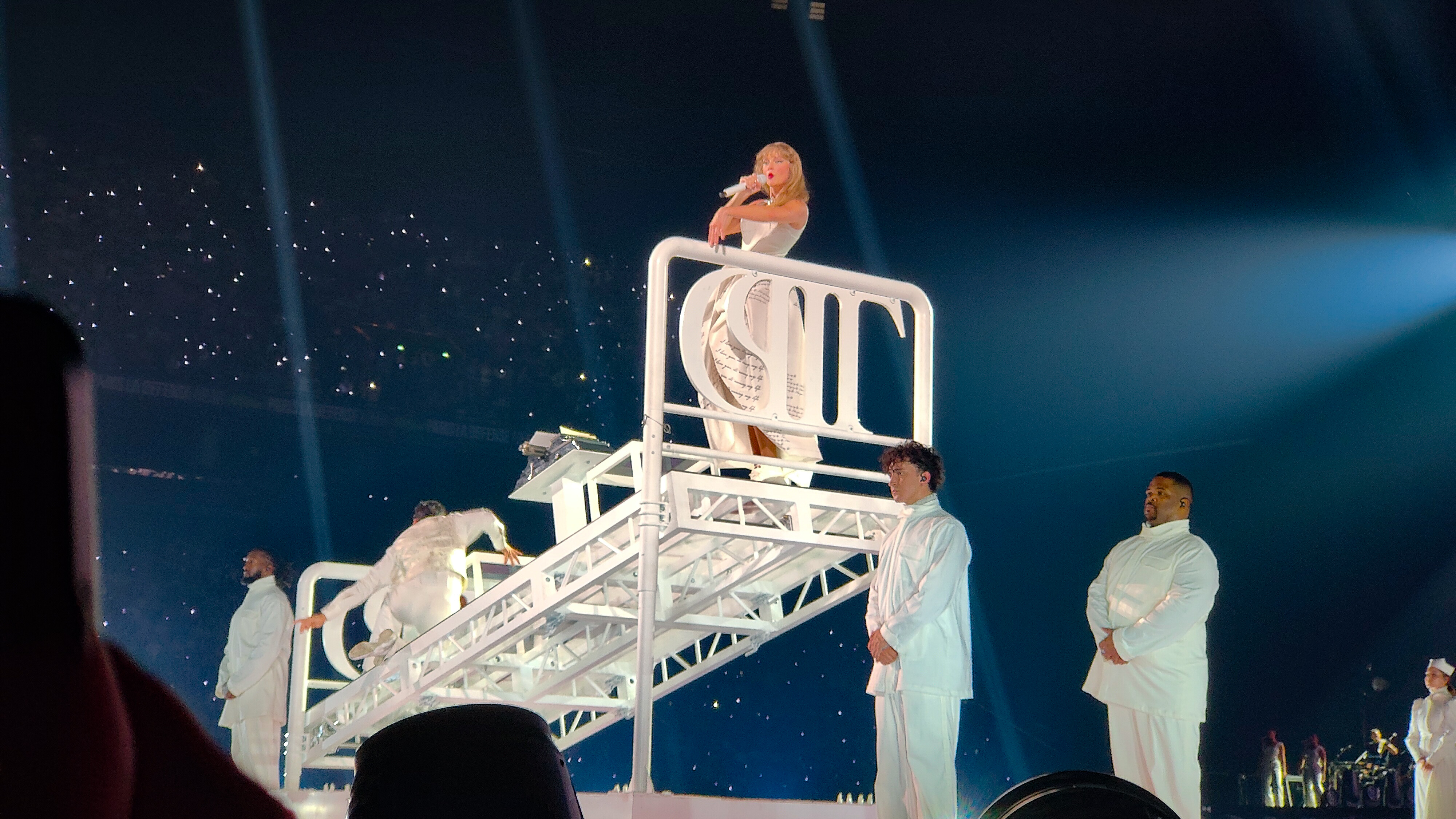
Foto do Eras Tour em Paris

Em 18 de abril, foi publicado um vídeo — similar ao lançado para a divulgação do Midnights — nas mídias sociais de Swift, onde apresentava uma programação que antecede o lançamento do disco. Também foi confirmado que um videoclipe corresponde seria lançado no mesmo dia do álbum. Uma prévia de 13 segundos do clipe foi divulgada nas redes da cantora com um instrumental da faixa "Florida!!!". A hashtag "ForAFortnightChallenge", foi lançada logo após a estreia do vídeo, exclusivamente no YouTube Shorts.
"Fortnight" foi disponibilizado para compra no site de Swift um dia antes do lançamento. No dia seguinte, a faixa foi enviada para as estações de rádios italianas através da Universal Music Group; já nos Estados Unidos, a Republic Records enviou o tema para as rádios hot AC e mainstream.

## Recepção
"Fortnight" recebeu críticas mistas e positivas dos críticos musicais. Alli Rosenbloom da CNN descreveu "Fortnight" como uma "primeira faixa dinâmica" e "talvez a mais cativante do álbum", elogiando como os vocais de Swift e Malone combinam bem. Mesfin Fekadu do The Hollywood Reporter também o escolheu como destaque do álbum. No Irish Independent, John Meagher opinou que a participação especial de Malone foi contida em comparação com sua tendência habitual para "atuações melodramáticas", e o resultado acabou sendo "melhor". Ed Power do The Daily Telegraph escreveu que "sua voz ofegante para cantar combina surpreendentemente com o arrulhar angustiado de Swift." Lipshutz classificou "Fortnight" em quinto lugar entre as 31 faixas da edição dupla do álbum, elogiando como a aparência de Malone combina bem com os vocais de Swift e dá à ponte "poder sutil e charme de cão abandonado".
Em críticas menos entusiasmadas, Callie Ahlgrim do Business Insider e Laura Molloy da NME consideraram "Fortnight" pouco inventivo para a arte de Swift, argumentando que seu som é muito semelhante às colaborações anteriores de Antonoff e Swift. Chris Willman, da Variety, considerou o single uma boa escolha para as rádios pop, mas afirmou que "não era uma grande indicação do material mais visceral e obsessivo" para o restante do álbum. A revista Paste criticou a música como "um tanque inebriante de nada pop".

## Vídeo musical
O vídeo musical de "Fortnight", escrito e dirigido por Swift, foi lançado em 19 de abril no perfil oficial do Vevo da cantora. O clipe, que tem a fotografia feita por Rodrigo Prieto, conta com a participação de Malone e dos atores Ethan Hawke e Josh Charles, do filme Dead Poets Society (1989), que foi a grande inspiração do clipe. O clipe foi muito comentado por relembrar filmes como Poor Things (2023) e Pearl (2022).

### Enredo
O vídeo começa em um hospício. Swift, vestindo um vestido de noiva branco rasgado, está acorrentada à cama posicionada no teto, aparentemente desafiando a gravidade. Ela recebe medicação e, consequentemente, pode andar livremente pelo quarto; enquanto ela olha para seu reflexo em um espelho unidirecional, ela enxuga o rosto, revelando tatuagens (similares as tatuagens de Malone). Ela passa por uma porta e entra em suas memórias; agora usando um vestido preto de luto da era vitoriana, ela se lembra de trabalhar em um ambiente de escritório estéril, cheio de trabalhadores vestidos de preto da cabeça aos pés, digitando perpetuamente "Eu te amo, isso está arruinando minha vida" em uma máquina de escrever em frente ao colega de trabalho, interpretado por Malone. Mais tarde é revelado que os dois são amantes. De volta ao hospício, psicólogos e profissionais médicos, interpretados por Hawke, Charles e Malone, conduzem experimentos em Swift, que está amarrado a uma maca. Hawke puxa uma alavanca, eletrocutando Swift, fazendo com que as máquinas faísquem e funcionem mal. Malone, que percebe quem ela realmente é, desliga a tomada e livra Swift de sua dor. As cenas finais mostram Malone, encharcado de chuva, em uma cabine telefônica situada em um penhasco solitário; Swift, olhando de cima da estrutura, agarra a mão estendida de Malone, simbolizando finalmente a reunificação deles.

## Prêmios e nomeações
| Organização                     | Ano  | Categoria                | Resultado | Ref.   |
| ------------------------------- | ---- | ------------------------ | --------- | ------ |
| Nickelodeon Kids' Choice Awards | 2024 | Colaboração Favorita     | Indicado  | [ 18 ] |
| MTV Video Music Awards          | 2024 | Vídeo do Ano             | Venceu    | [ 19 ] |
| MTV Video Music Awards          | 2024 | Canção do Ano            | Indicado  | [ 19 ] |
| MTV Video Music Awards          | 2024 | Melhor Colaboração       | Venceu    | [ 19 ] |
| MTV Video Music Awards          | 2024 | Melhor Direção           | Venceu    | [ 19 ] |
| MTV Video Music Awards          | 2024 | Melhor Cinematografia    | Indicado  | [ 19 ] |
| MTV Video Music Awards          | 2024 | Melhor Edição            | Venceu    | [ 19 ] |
| MTV Video Music Awards          | 2024 | Melhores Efeitos Visuais | Indicado  | [ 19 ] |
| MTV Video Music Awards          | 2024 | Melhor Direção Artística | Indicado  | [ 19 ] |
| MTV Video Music Awards          | 2024 | Canção do Verão          | Venceu    | [ 19 ] |

## Desempenho comercial
No dia de seu lançamento, "Fortnight" quebrou o recorde de maior número de reproduções em um único dia para qualquer música no Spotify, superando o pico de todos os tempos anteriormente detido pela música "All I Want For Christmas Is You" (1994) da cantora Mariah Carey.

## Histórico de lançamento
| Região         | Data                | Formato(s)    | Gravadora(s) | Ref.   |
| -------------- | ------------------- | ------------- | ------------ | ------ |
| Itália         | 19 de abril de 2024 | Rádio airplay | Universal    | [ 20 ] |
| Estados Unidos | 31 de maio de 2024  | CD single     | Republic     | [ 21 ] |